# Rukometni Klub Partizan Bjelovar
Lo Rukometni klub (o RK) Partizan è una squadra di pallamano maschile croata, con sede a Bjelovar.
È stato fondato nel 1955.

## Palmarès

### Trofei nazionali
- Campionato jugoslavo: 9
  - 1957-58, 1960-61, 1966-67, 1967-68, 1969-70, 1970-71, 1971-72, 1976-77, 1978-79.
- Coppa di Jugoslavia: 3
  - 1959-60, 1967-68, 1975-76.